# Фольц, Герман
Герман Фольц (нем. Hermann Volz ; 31 марта 1847, Карлсруэ — 11 ноября 1941, там же) — немецкий скульптор, педагог.

## Биография
Сын врача. Изучал архитектуру в Политехническом институте Карлсруэ, учёба была прервана Франко-прусской войной 1870—1871 годов. После окончания войны продолжил обучение в качестве скульптора в учебных мастерских К. Штейнхойзера. В 1872 г. совершил учебную поездку в Италию, в 1873 г. продолжил обучение в художественной школе в Штутгарте.
Посещал Италию в 1875, 1878, 1883, 1902, 1904/05 и 1913 годах. Первый успех пришёл к нему в 1877 году после участия в создании военного мемориала в Карлсруэ. В 1879 году принят на работу в Баденскую художественную Школу Великого князя Фридриха I.
С 1880 по 1919 год — профессор Баденской художественной Школы в Карлсруэ.
Автор многих статуй и памятников, в том числе, Бертольду Ауэрбаху (Штутгарт, 1909), Роберту Вильгельму Бунзену (1908, Гейдельберг), Эмануэлю Гейбелю (Любек), Вильгельму Баденскому ( Карлсруэ) и др.
Участник Больших германских художественных выставок.